# Kinga Gacka
Kinga Gacka (Danzica, 25 ottobre 2001) è una velocista polacca.

## Palmarès
| Anno | Manifestazione               | Sede              | Evento        | Risultato  | Prestazione | Note                          |
| ---- | ---------------------------- | ----------------- | ------------- | ---------- | ----------- | ----------------------------- |
| 2018 | Europei U18                  | Győr              | 400 m piani   | Semifinale | 55"62       |                               |
| 2018 | Giochi olimpici giovanili    | Buenos Aires      | 400 m piani   | 18ª        | 58"27       |                               |
| 2019 | Europei U20                  | Borås             | 400 m piani   | Semifinale | 56"30       |                               |
| 2021 | World Relays                 | Chorzów           | 4×400 m       | Argento    | 3'28"81     | [ 1 ]                         |
| 2021 | Europei U23                  | Tallinn           | 400 m piani   | 6ª         | 52"53       | Miglior prestazione personale |
| 2021 | Europei U23                  | Tallinn           | 4×400 m       | Bronzo     | 3'30"38     |                               |
| 2022 | Mondiali indoor              | Belgrado          | 4×400 m       | Bronzo     | 3'28"59     | Miglior prestazione personale |
| 2022 | Mondiali                     | Eugene            | 4×400 m       | Batteria   | 3'29"34     |                               |
| 2022 | Europei                      | Monaco di Baviera | 4×400 m       | Argento    | 3'21"68     | [ 1 ]                         |
| 2023 | Europei U23                  | Espoo             | 4x400 m       | 4ª         | 3'31"38     |                               |
| 2024 | Mondiali indoor              | Glasgow           | 4×400 m       | Batteria   | 3'28"80     |                               |
| 2024 | World Relays                 | Nassau            | 4x400 m       | Argento    | 3'24"71     |                               |
| 2024 | Europei                      | Roma              | 4x400 m       | 6ª         | 3'23"91     |                               |
| 2025 | Giochi mondiali universitari | Reno-Ruhr         | 4x400 m       | Argento    | 3'30"21     |                               |
| 2025 | Giochi mondiali universitari | Reno-Ruhr         | 4x400 m mista | Oro        | 3'15"58     | [ 1 ]                         |